# Cliniodes ostreonalis
Cliniodes ostreonalis là một loài bướm đêm trong họ Crambidae.